# Tomorrow I Go
Tomorrow I Go (ursprungligen på albanska: Nesër shkoj, svenska: imorgon går jag) var Albaniens bidrag i Eurovision Song Contest 2005 framförd på engelska av Ledina Çelo. Originallåten framfördes på albanska vid Festivali i Këngës 43 med titeln "Nëser shkoj".
Eftersom Anjeza Shahini förde Albanien till en sjundeplats vid Eurovision Song Contest 2004 var landet automatiskt kvalificerat till finalen år 2005. Vid finalen i Kiev framfördes låten med startnummer 8, efter Moldavien och före Cypern. När röstningen avslutats fick man 53 poäng, vilket i sin tur gav en 16:e plats av 24 deltagare. 
Låten efterträddes som Albaniens bidrag vid Eurovision Song Contest 2006 med "Zjarr e ftohtë" framförd av sångaren Luiz Ejlli.